# Spathades
Spathades  este un oraș în Grecia în prefectura Trikala.